# Thorsten Thielow
Thorsten Thielow, auch Torsten Tielow, (* 10. Januar 1979 in Tübingen) ist ein deutscher Kameramann.

## Leben und Werk
Schon als Jugendlicher drehte Thorsten Thielow eigene Filme und begründete einen regionalen Fernsehsender. Nach dem Abbruch der Schule ging er nach Stuttgart, wo er eine Ausbildung zum Filmeditor absolvierte. In dieser Funktion produzierte er Nachrichtenfilme und Dokumentationen für den Südwestrundfunk. Ab 1999 arbeitete Thielow als Editor und Kameramann nahezu ausschließlich für die ARD-Auslandsredaktion des Südwestrundfunks und reiste um die Welt, vor allem in Krisen- und Kriegsgebiete.
Vor, während und nach dem Irakkrieg 2003 berichtete Thielow hauptsächlich aus der ARD-Zweigstelle in Bagdad und dem ARD-Büro Kairo und produzierte viele Dokumentationen und Reportagen aus dem Nahen Osten. 2004 wurde er in das Mittelamerika-Korrespondentenbüro der ARD nach Mexiko-Stadt versetzt, wo er Nachrichten, Dokumentationen und Reportagen aus Zentralamerika, der Karibik und Mexiko drehte und schnitt. Besonders gefährlich waren seine monatelangen Dreharbeiten auf einem Güterzug, der illegale Immigranten von Zentralamerika durch Mexiko an die Grenze zu den USA bringt.
2008 ging Thielow für ein Jahr in die USA und arbeitete im ARD-Korrespondentenbüro in Washington, D.C. unter anderen an einer ARD-Dokumentation über die damaligen Präsidentschaftskandidaten Obama und McCain, denen er monatelang quer durch die USA folgte. Seit 2009 arbeitet er im ARD-Korrespondentenbüro für Südamerika in Rio de Janeiro an der Seite von Studioleiter Thomas Aders. Thielow und Aders realisierten gemeinsam mehrere ARD-Filme, unter anderem den Zweiteiler Expedition Humboldt – Ein deutsches Genie in Lateinamerika zur Südamerikareise von Alexander von Humboldt Anfang des 19. Jahrhunderts und einen Abenteuerfilm, der auf dem Motorrad quer durch Südamerika führte.
Im Jahr 2022 wurde er in die Academy of Motion Picture Arts and Sciences (AMPAS) berufen, die alljährlich die Oscars vergibt.

## Filmografie
- 2023: American Symphony (Dokumentarfilm)